# Ofidiofobia
A ofidiofobia ou ofiofobia referem-se ao medo de serpentes. O medo de cobras é às vezes chamado por um termo mais geral, herpetofobia, o medo de répteis. É uma das fobias mais comuns, especialmente embaixo da mais ampla Zoofobia (fobias dos animais). O cuidado também deve ser tomado para diferenciar pessoas que não gostam de serpentes ou as teme por causa de seu veneno ou o perigo inerente implicado.  Um ofidiofóbico típico não os temeria somente no contato vivo mas também temeria só de pensar neles ou até vê-los na televisão ou em quadros.
A palavra vem das palavras gregas "ophis" (ὄφις) que se refere a serpentes e "phobia" (φοβία) a significação de medo.